# نیاق
نیاق، روستایی از توابع بخش مرکزی شهرستان قزوین در استان قزوین ایران است. این روستا در ۱۱ کیلومتری شمال شهر قزوین و دارای دسترسی محلی از اتوبان قزوین-زنجان می‌باشد. بنا بر روایات اهالی وجه تسمیه نام این روستا در زمان‌های کهن نه یاغ بوده که اشاره به نه برادر یاغی داشته که در این روستا سکنی گزیده‌اند. در طول زمان این نام دستخوش تغییرات شده و به شکل امروزی نیاق درآمده است.

## جمعیت
این روستا در دهستان اقبال غربی قرار دارد و براساس سرشماری مرکز آمار ایران در سال ۱۳۹۵، جمعیت آن ۲۴۶ نفر (۵۸خانوار) بوده است.

## جغرافیا
نیاق یکی از روستاهای بخش مرکزی شهرستان قزوین در شمال استان قزوین است و در ۱۵ کیلومتری شمال این شهر و در امتداد جاده ای که بعد از دانشگاه بین‌المللی امام خمینی واقع شده است، قرار دارد. این روستا در دامنه کوه‌های به هم پیوسته و در دو طرف دره قرار گرفته و خانه‌های قدیمی آن عموماً با سنگ و خشت ساخته شده است. در ضلع غربی روستا سلسله کوه‌هایی معروف به ایوان نیاق قرار دارد و در قسمت شرقی آن باغات و معدن بزرگ گل سفید نیاق واقع شده است. از میان روستا رودخانه ای عبور می‌کند که به سمت شهر قزوین جاری است و سبب رونق کشاورزی در این محل شده است.

## محصولات کشاورزی
نیاق یکی از مراکز مهم کشت انگور در استان قزوین است. انواع انگورهای بی دانه، یاقوتی، چفته، میش مستان، یزن دایی، عسکری و … در باغستان سنتی نیاق کشت می‌شود و این موضوع سبب شده است که محصولات فرعی فرآوری شده از انگور شامل شیره انگور و کشمش این روستا با پیشینه ای کهن و با کیفیت در میان مردم استان زبانزد باشد. اگر چه انگور مهم‌ترین محصول کشاورزی روستا می‌باشد، با این حال سایر محصولات کشاورزی از جمله پسته، گردو، شاتوت و بادام نیز به‌طور گسترده در این منطقه کشت می‌گردد.

## جاذبه‌های دیدنی
ایوان نیاق در قسمت غربی روستای نیاق قزوین قرار دارد و در اصل یک پدیده طبیعی متعلق به دوره دوم زمین‌شناسی است. این پدیده بر بالای کوهی مشرف به روستا دیواره صخره ای نسبتاً مرتفعی وجود دارد که رو به شرق گسترش یافته ونیم طاقی طبیعی از سنگ به ارتفاع تقریباً ۱۰ متر بر روی آن قرار دارد. این صخره در طول تاریخ به عنوان یک قلعه طبیعی نیز مورد استفاده قرار می‌گرفته است و به همین خاطر در بین محلی‌ها به قلعه نیاق نیز شهرت دارد. در زیر این نیم طاق دو حفره بزرگ بر اثر عوامل طبیعی پدید آمده و در داخل این حفره‌ها حوضچه‌های مستطیل شکل با ابعاد چهار در دو توسط ساکنان احتمالی گذشته آن ساخته شده است. احتمالاً از این حوضچه‌ها در فصول کم باران برای ذخیره آب استفاده می‌شده است.
راه صعود به بالای ایوان از قسمت دامنه جنوبی دشوار است اما از قسمت دامنه شمالی و پشت آن که دارای شیب ملایم تری است صعود آسانتر است.
در مورد ایوان سنگی نیاق و علت وجودی آثار موجود در آن داستان‌ها و افسانه‌های زیادی گفته شده است. در قسمت فوقانی و بر روی طاق ایوان استوانه‌هایی در زمین حفر شده است که شبیه سیلوهایی برای نگه داری مواد غذایی به نظر می‌رسد، همچنین حوضچه ای نیز در داخل طاق برای ذخیره آب وجود دارد با این شواهد برخی از ساکنان معتقدند که برادران یاغی در این قلعه تاریخی سکنی داشته‌اند. از بالای ایوان دورنمای کاملی از محیط اطراف قابل مشاهده است. در این مورد روایاتی دیگری نقل می‌شود که بیشتر جنبه مذهبی دارد و سابقه تاریخی کهن این محل را در استان قزوین نشان می‌دهد. حتی بعضی از حفاری‌ها قدمت عناصر دست‌ساز آن را به دوره هخامنشی نسبت می‌دهند. عده ای دیگر بر این باورند که روزگاری برفراز این کوه، قصری وجود داشته که محمد حنفیه از نوادگان امام اول شیعیان آن را ساخته و امروز جز تکه‌های سفال چیزی از آن باقی نمانده است.
وقتی از سمت مقابل به کوه نگاه می‌کنید حفره‌های زیادی در سراسر کوه مشاهده می‌کنید که انگار صورتک‌هایی شبیه اجنه و ارواح هستند و به همین دلیل به آن «ایوان دیو» هم گفته‌اند. بنا به افسانه‌های محلی اجنه و دیوها به هنگام شب به داخل حفره‌های ایوان می‌خزند.
از دیگر جاذبه‌های طبیعی و تاریخی روستا می‌توان به بند (سد)، چشمه درخت توت، آسیاب و حمام تاریخی (که به ثبت ملی رسیده‌اند) می‌توان اشاره کرد. این روستا هر ساله در عید نوروز و فصل تابستان پذیرای گردشگران زیادی می‌باشد.